# Krzcięcice (przystanek kolejowy)
Krzcięcice – przystanek kolejowy w Boleścicach koło Krzcięcic, w województwie świętokrzyskim, w Polsce. Na stacji zatrzymują się pociągi osobowe do Kielc, Kozłowa, Krakowa.

## Ruch pasażerski[1]
| Rok  | Wymiana pasażerska na dobę |
| ---- | -------------------------- |
| 2017 | 50-99                      |
| 2018 | 50-99                      |
| 2019 | 50-99                      |
| 2020 | 50-99                      |
| 2021 | 50-99                      |
| 2022 | 50-99                      |
| 2023 | 50-99                      |